# Kyselina 16-hydroxyhexadekanová
Kyselina 16-hydroxyhexadekanová je omega-hydroxykyselina odvozená od kyseliny palmitové nahrazením jednoho vodíku v poloze 16 hydroxylovou skupinou. Přeměnu kyseliny palmitové na jalovcovou zprostředkovávají některé enzymy cytochromu P450, například CYP704B22.
Kyselina jalovcová je složkou kutinu v kutikulách rostlin.